# Pugni in tasca
Pugni in tasca è un singolo del rapper italiano Frankie hi-nrg mc, pubblicato il 2 maggio 2008 come secondo estratto dal quarto album in studio DePrimoMaggio.
Il brano ha visto la partecipazione di Paola Cortellesi come seconda voce nelle ultime strofe.

## Video musicale
Del videoclip esistono due versioni: nella prima vediamo il rapper interpretare un impiegato qualunque, in una sua giornata tipo, e mentre si dirige al lavoro si imbatte in alcuni strani episodi, ad esempio gente che ha perso il lavoro e organizza un sit-in di protesta. All'inizio Frankie hi-nrg mc non presta particolare attenzione, ma dopo aver scoperto di esser stato licenziato, anche lui partecipa alle proteste. Tutte queste scene sono inframezzate da brevi scene dove l'artista canta il brano e intorno a lui appaiono le parole del testo.
Nella seconda versione, denominata "Solo version", vediamo semplicemente il rapper che canta immobile mentre le parole del testo appaiono intorno allo schermo.

## Tracce
CD promozionale, download digitale
1. Pugni in tasca – 3:37